# Slag bij Pavia (1525)
De Slag bij Pavia van 24 februari 1525, ook bekend als Slag bij Mirabello, was de beslissende gebeurtenis in de Italiaanse Oorlog (1521-1526), zelf onderdeel van een lange reeks conflicten bekend als de Italiaanse Oorlogen. Koning Frans I van Frankrijk werd op het slagveld gevangengenomen en zou slechts vrijkomen door de Vrede van Madrid te sluiten, dewelke hij niet naleefde.

## Achtergrond
Italië was tijdens de renaissance verdeeld in verschillende rivaliserende staten die werden bedreigd door de Europese grootmachten van die tijd, voornamelijk Frankrijk en de Duitse en Spaanse Habsburgers. Zwitserse huursoldaten hielden de balans tussen noord en zuid in evenwicht.
Koning Frans I van Frankrijk, met de Venetianen als bondgenoot, had een duidelijke overwinning behaald op de Zwitsers tijdens de Slag bij Marignano, bij Milaan, op 13-14 september 1515.
Paus Clemens VII raakte gealarmeerd toen keizer Karel V het koninkrijk Napels en Lombardije in zijn macht kreeg tijdens de Italiaanse Oorlog van 1521-1526. Hij sloot een verbond met Frans I die opnieuw over de Alpen trok met een leger van 33.000 Fransen, Italianen, Zwitsers en Duitsers. De campagne begon succesvol, met de verovering van Milaan (26 oktober 1524) en Frans' triomfantelijke intocht.

## Beleg van Pavia
De oudere, meer ervaren bevelhebbers van het Franse leger waren de mening toegedaan dat het beter was de vijand onmiddellijk aan te vallen nabij Lodi. Hieronder bevonden zich Lodewijk II de la Trémoille en Jaques De Chabannes, heer van Palice. Zijn jongere strijdmakker Guillaume Gouffier, heer van Bonnivet, kon de koning ervan overtuigen de stad Pavia, 35 km ten zuiden van Milaan, te gaan belegeren. Dit was geen eenvoudige opdracht, daar de zuidkant van de stad aan de rivier Ticino grensde en de andere zijden werden beschermd door de stadsmuren. Op 21 november begon het beleg van Pavia. Hij talmde echter te lang door de loop van de Ticino trachten te veranderen; hevige regenval verhinderde echter dat dit lukte. Het beleg ontaardde in een uitputtingsslag met artillerieduels, uitvallen en schermutselingen. De Habsburgse keizer verloor geen tijd en stuurde een leger van 23.000 man, onder bevel van Francesco de Avalos, markies van Pescara, om het belegerde garnizoen van 6.000 man te steunen.

## De veldslag

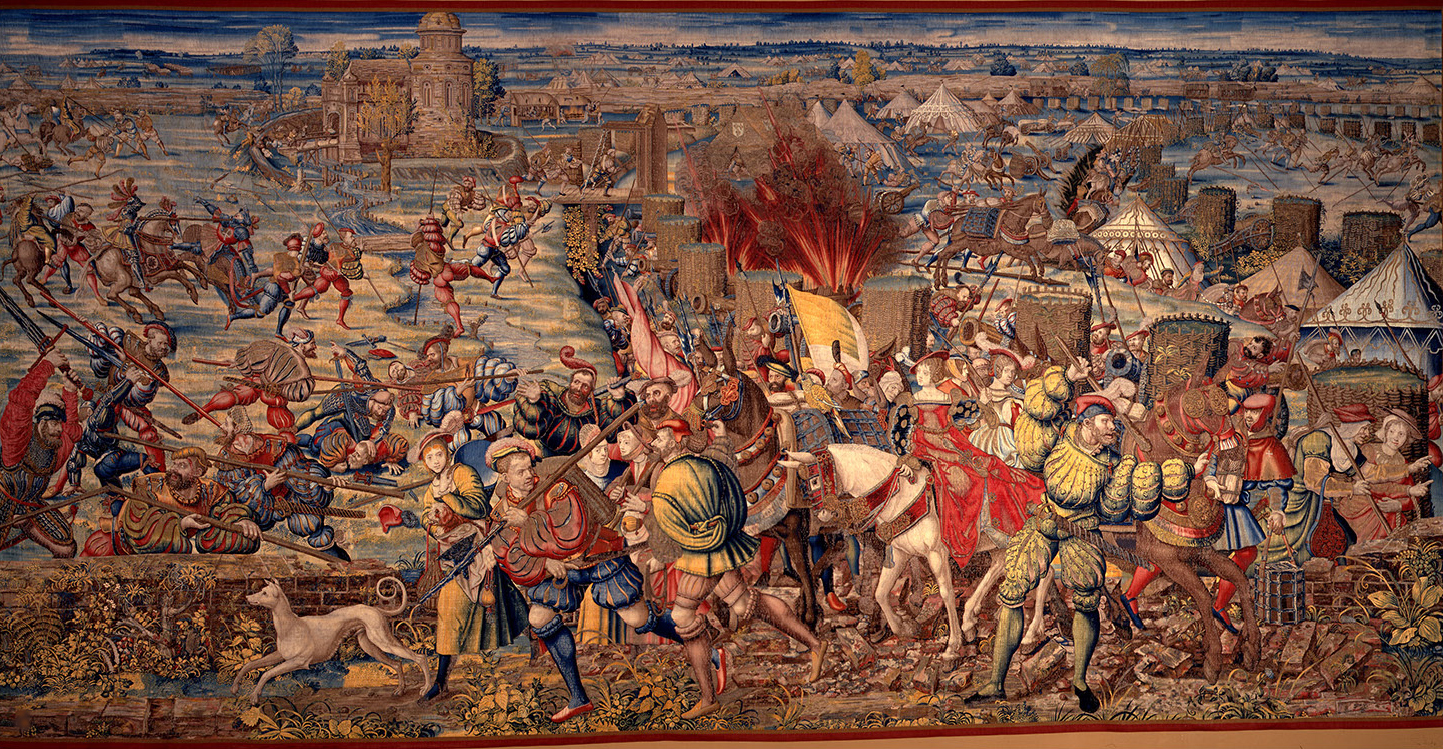
16e-eeuws wandtapijt met een voorstelling van de Slag bij Pavia op 24 februari 1525, op de achtergrond het Kasteel van Mirabello

Eind januari 1525 kwamen de Habsburgse versterkingen aan, maar hun tegenstanders bleven gedurende drie weken rustig. In de nacht van 23 op 24 februari kregen de keizerlijke troepen door een verrassingsaanval via een bres toegang tot het Franse kamp rond het Kasteel van Mirabello. Ze werden geleid door een Frans legeraanvoerder, Karel III van Bourbon, die tijdens de Slag bij Marignano nog aan de kant van de Franse koning streed, maar nu van kamp had gewisseld. De drie bressen waren geduldig en in volledige stilte gecreëerd door ervaren sappeurs en waren voldoende breed om meerdere soldaten tegelijk door te laten. Tegen zonsopgang werd dit huzarenstukje volbracht. De Duitse landsknechten drongen diep door in het kamp, maar stuitten op een groep Zwitserse piekeniers die hen meer dan een uur lang tegenhielden. 
De Franse koning maakte toen een zware tactische fout door zijn cavalerie vóór de artillerie op te stellen, waardoor de kanonnen inactief moesten blijven. Frans I mengde zich in de zwaarste gevechten en werd gevangengenomen nadat zijn paard door een kruisboogschot werd gedood.
De slag wordt in de militaire geschiedenis gezien als het definitieve einde van de hoofdrol van ridders op het slagveld. Deze rol werd door soldaten met handvuurwapens (arquebusiers) overgenomen.

## Gevolgen
De Fransen verloren de slag, een groot deel van het legerkader sneuvelde, en de Franse koning werd in Villefranche bij Nice naar Spanje verscheept. Hij kwam in oktober 1526 vrij na betaling van losgeld, en het bekrachtigen van de Vrede van Madrid, waarmee hij afstand deed van verdere aanspraken op Artesië, Bourgondië en Italië. Dit betekende overigens slechts een adempauze in de Italiaanse Oorlogen, die immers onderdeel waren van een langslepend conflict tussen Frankrijk en de Habsburgers.
Door de hoge prijs van het losgeld (2 miljoen gouden kronen = ca. 4 ton goud) werden verscheidene prestigieuze bouwwerken van Frans I, zoals de afwerking van Chambord en Blois, tijdelijk stopgezet.